# Łubno (Sainte-Croix)
Pour les articles homonymes, voir Łubno.
Łubno est une localité polonaise de la gmina de Piekoszów, située dans le powiat de Kielce en voïvodie de Sainte-Croix.